# Estação Ana Rosa
A Estação Ana Rosa é uma estação do Metrô de São Paulo localizada no centro da Vila Mariana.
Faz a integração da Linha 1–Azul com a Linha 2–Verde.
A estação da Linha 1–Azul foi inaugurada oficialmente em 17 de fevereiro de 1975, e a da Linha 2–Verde foi inaugurada em 12 de setembro de 1992.
Possui acesso para pessoas portadoras de deficiência física com a utilização de plataforma de elevação inclinada. A estação está integrada com Terminal de Ônibus Urbano.
A estação possui este nome pois vem de Dona Ana Rosa de Araújo Galvão, que doou sua herança para a criação do Instituto Dona Ana Rosa, que cuidava de crianças abandonadas, depois o nome foi dado ao largo Dona Ana Rosa.

## Demanda média da estação
A estação tem um número de entradas de 39 mil passageiros por dia, sendo que 33 mil deles vão para a Linha 1–Azul, e os apenas seis mil restantes, escolhem a Linha 2–Verde.

## Características

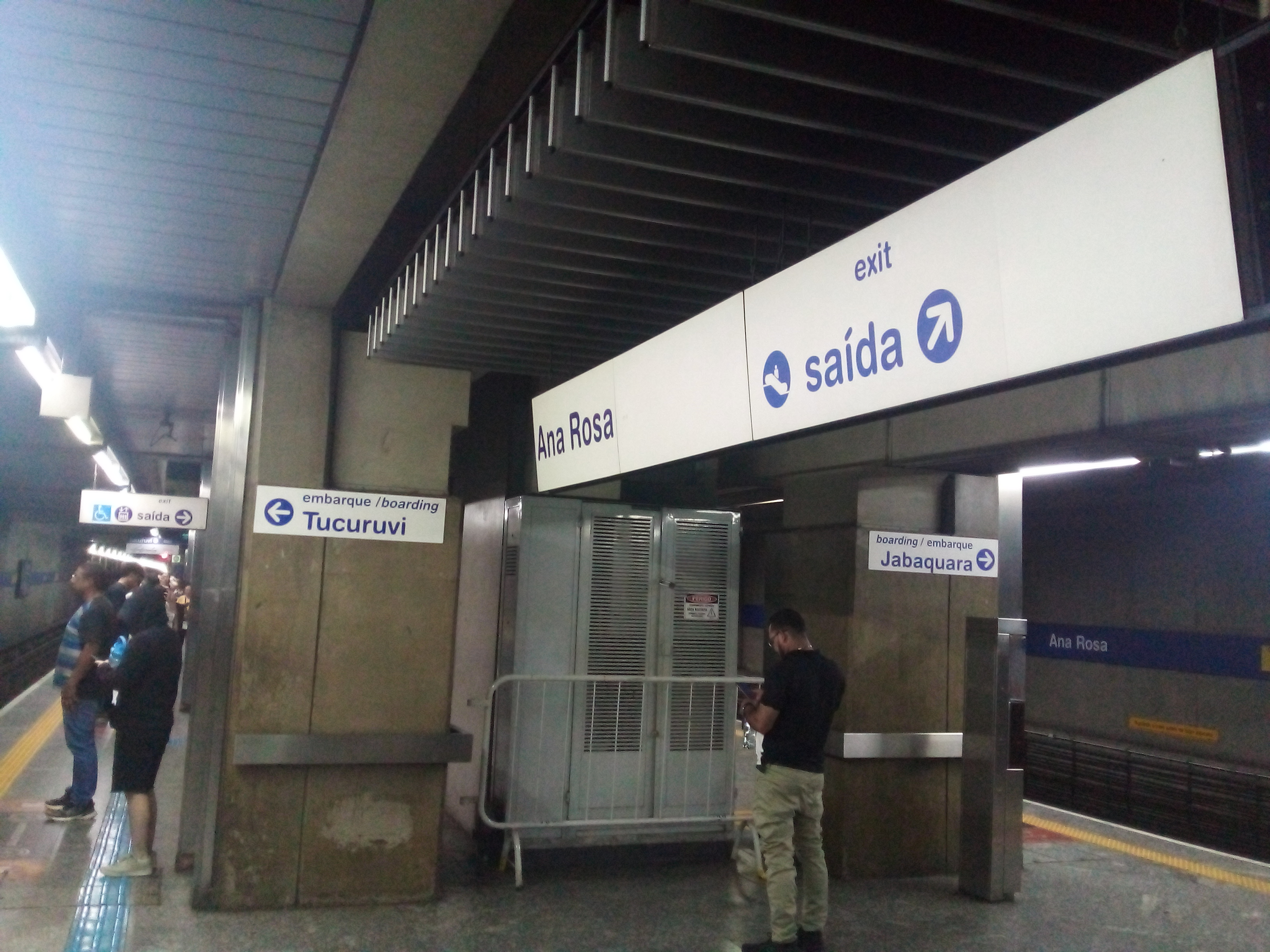
Plataforma da estação da Linha 1-Azul

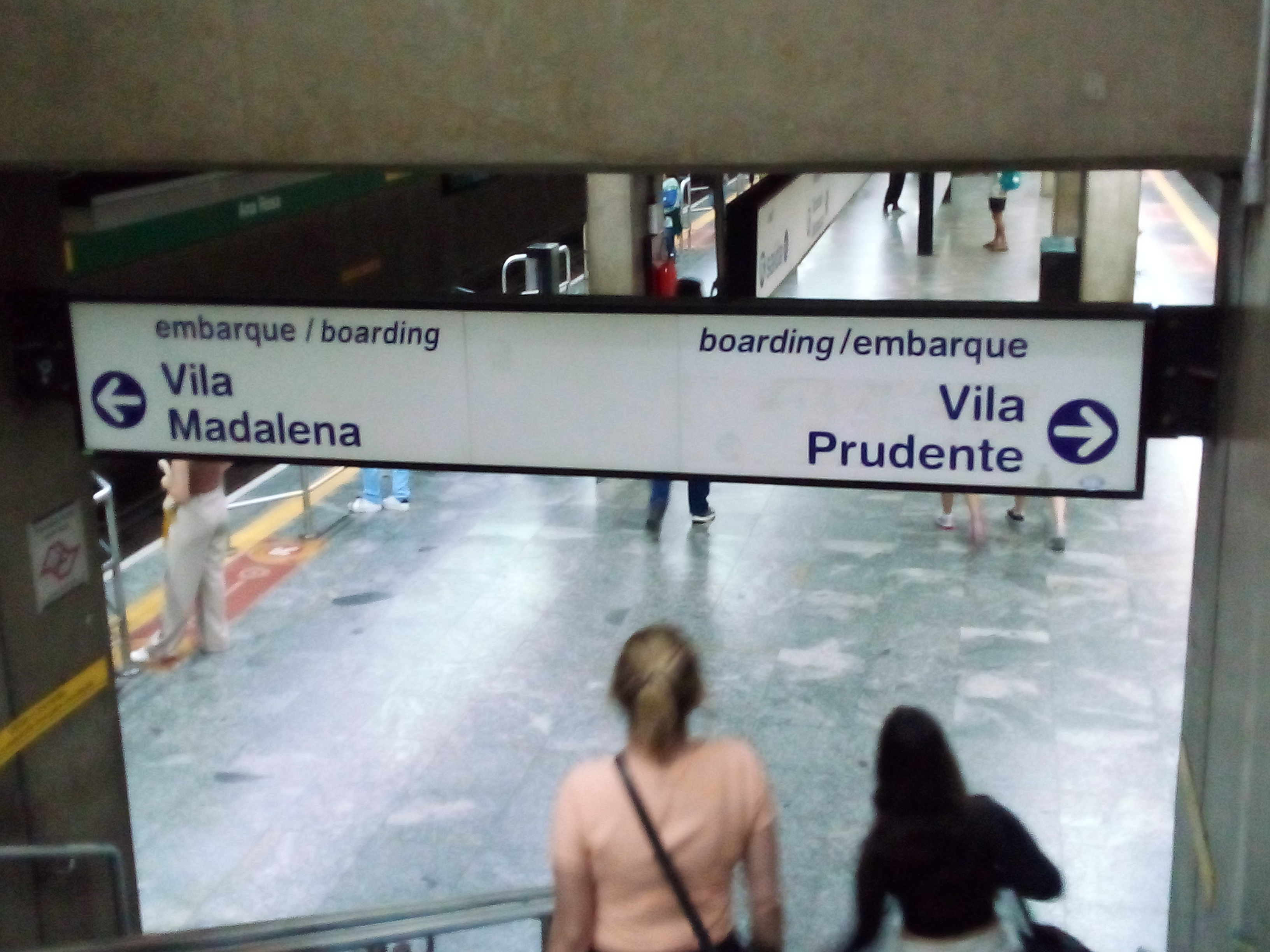
Plataforma da estação da Linha 2-Verde

Estação subterrânea de integração da Linha 1–Azul e da Linha 2–Verde.
Composta por mezanino de distribuição e uma plataforma central para cada linha com estrutura em concreto aparente.
Capacidade de até 40 000 passageiros por dia.
Área construída de 9 220 m² (Linha 1–Azul) e 6 013 m² (Linha 2–Verde).

## Obras de arte
- "Engates Laterais", Glauco Pinto de Moraes, pintura (1992), tela e tinta a óleo (1,90 x 2,40 m), instalada na plataforma[5]
- "Figuras", Lygia Reinach, escultura (1992), barro queimado, 80 peças de 1,70 m de altura, instaladas no mezanino[5]
- "A Sagração da Primavera", Luiz Gonzaga Mello Gomes, painel/escultura (1999),(2,20 x 4,50 m), instalado no mezanino.[5]

## Tabelas
| Linha   | Terminais                     | Inauguração            | Comprimento (km) | Estações | Duração das viagens (min) | Funcionamento (*)                                             |
| ------- | ----------------------------- | ---------------------- | ---------------- | -------- | ------------------------- | ------------------------------------------------------------- |
| 1 Azul  | Tucuruvi ↔ Jabaquara          | 14 de setembro de 1974 | 20,2             | 23       | 47                        | Diariamente, das 4h40 à 0h32; Sábados até a 1 hora de domingo |
| 2 Verde | Vila Madalena ↔ Vila Prudente | 25 de janeiro de 1991  | 14,7             | 14       | 28                        | Diariamente, das 4h40 à 0h24; Sábados até a 1 hora de domingo |
|         |                               |                        |                  |          |                           |                                                               |

| Sigla | Estação  | Inauguração                                                                     | Capacidade                   | Integração                                                         | Plataformas | Posição     | Notas                                      |
| ----- | -------- | ------------------------------------------------------------------------------- | ---------------------------- | ------------------------------------------------------------------ | ----------- | ----------- | ------------------------------------------ |
| ANR   | Ana Rosa | 17 de fevereiro de 1975 (Linha 1–Azul) e 12 de setembro de 1992 (Linha 2–Verde) | 40 mil passageiros hora/pico | Entre as Linhas 1–Azul e 2–Verde, e com o Bilhete Único da SPTrans | Centrais    | Subterrânea | Estação com estrutura de concreto aparente |